# Graham Taylor
Graham Taylor OBE (ur. 15 września 1944 w Worksop, w hrabstwie Nottinghamshire, zm. 12 stycznia 2017) – angielski piłkarz i trener piłkarski.
Po dziesięciu latach pracy w Watford FC, który w sezonie 1983–1984 doprowadził do wicemistrzostwa Anglii, w 1990 roku został selekcjonerem reprezentacji Anglii. Brał z nią udział w Mistrzostwach Europy 1992. Po przegranych eliminacjach do Mundialu 1994 w październiku 1993 został zdymisjonowany. Później bez większych sukcesów prowadził Wolverhampton Wanderers, ponownie Watford i Aston Villę.

## Kariera piłkarska
Był utalentowanym pomocnikiem klubów niższych lig Grimsby Town F.C. i Lincoln City F.C. W 1972 roku z powodu przewlekłej kontuzji biodra musiał zakończyć piłkarską karierę. Miał wówczas 28 lat.
- 1962-68 – Grimsby Town F.C.
- 1968-72 – Lincoln City F.C.

## Kariera szkoleniowa
Już w wieku 21 lat zdobył dyplom trenera pierwszej klasy. Po przedwczesnym zakończeniu sportowej przygody został szkoleniowcem Lincoln City, który w 1976 roku wprowadził do trzeciej ligi.
Rok później przejął obowiązki pierwszego trenera Watford FC. W ciągu pięciu lat przeprowadził klub należący do znanego piosenkarza Eltona Johna z trzeciej do pierwszej ligi. W pierwszym sezonie w ekstraklasie zespół zajął drugie miejsce, tuż za Liverpoolem. W 1984 roku Taylor awansował z nim także do finału Pucharu Anglii, w którym przegrał 0:2 z Evertonem.
Po dziesięciu latach pożegnał się z Watford i zdecydował się przyjąć ofertę z Aston Villi, która właśnie spadła z pierwszej ligi. Już w pierwszym sezonie spędzonym na Villa Park Taylor świętował powrót do ekstraklasy.
W lipcu 1990 roku został wybrany na selekcjonera reprezentacji Anglii. Taylor wywalczył z drużyną narodową awans do Mistrzostw Europy 1992, ale podczas tego turnieju Anglicy zaprezentowali się słabo. Zespół, o którego obliczu decydowali podopieczny Taylora z Aston Villi David Platt i grający po raz ostatni na wielkim turnieju Gary Lineker, zremisował bezbramkowo dwa pierwsze mecze (z Danią i Francją), a w ostatnim spotkaniu uległ 1:2 Szwecji i musiał wracać do domu już po fazie grupowej. Selekcjoner stał się obiektem zajadłej krytyki prasy, która wypominała mu językowe gafy i brak ufności w umiejętności Linekera, którego w meczu z gospodarzami imprezy zdjął z boiska już po sześćdziesięciu dwu minutach. Mimo sprzeciwu dziennikarzy i kibiców Taylor pozostał na swoim stanowisku i rozpoczął przygotowania do eliminacji do Mundialu 1994. Jednak nie potrafił poprawić stylu gry drużyny i w efekcie Anglicy dali się wyprzedzić w grupie kwalifikacyjnej Norwegom i Holendrom. Pierwszy raz od 1978 roku Synów Albionu zabrakło w finałach mistrzostw świata. Taylor w październiku 1993 roku musiał ustąpić z zajmowanego stanowiska na rzecz Terry’ego Venablesa.
Szybko znalazł pracę w Wolverhampton Wanderers, ale szybko został zwolniony. Od 1996 przez kolejnych pięć lat ponownie związany był z Watford FC, w którym najpierw przez rok pełnił obowiązki dyrektora technicznego. Już jako szkoleniowiec w sezonie 1997–1998 wprowadził klub do drugiej ligi, a rok później świętował awans do ekstraklasy. Jednak zespół nie zdołał się w niej utrzymać.
Od 2002 do 2003 roku Taylor prowadził jeszcze Aston Villę Birmingham, z którą zajął szesnaste miejsce w ekstraklasie. Po zakończeniu tego sezonu ogłosił zakończenie kariery szkoleniowej.
Ostatnio był wiceprezesem pierwszoligowego Scunthorpe United.
- 1972–1977 – Lincoln City
- 1977–1987 – Watford FC
- 1987–1990 – Aston Villa
- 1990–1993 –  reprezentacja Anglii
- 1994–1995 – Wolverhampton Wanderers
- 1996–1997 – Watford FC, dyrektor techniczny
- 1997–2001 – Watford FC
- 2002–2003 – Aston Villa

## Sukcesy szkoleniowe
- awans do trzeciej ligi w sezonie 1975–1976 z Lincoln City
- awans z trzeciej do pierwszej ligi, wicemistrzostwo Anglii 1984 oraz finał Pucharu Anglii 1984, a także awans do drugiej ligi w sezonie 1997–98 oraz awans do ekstraklasy w sezonie 1998–1999 z Watford FC
- awans do Euro 1992 i start w tym turnieju (zakończony odpadnięciem po fazie grupowej) z reprezentacją Anglii